# ندای وظیفه ۲: سرخ بزرگ
ندای وظیفه ۲: سرخ بزرگ (به انگلیسی: Call of Duty 2: Big Red One) یک بازی ویدئویی به سبک تیراندازی اول شخص و عنوان یکی از بازی‌های حاشیه‌ای مجموعه ندای وظیفه است، که توسط تری‌آرک توسعه یافته و در سال ۲۰۰۵ به‌وسیلهٔ اکتیویژن برای کنسول‌های پلی‌استیشن ۲، اکس‌باکس و گیم‌کیوب عرضه شد. این بازی دنباله ندای وظیفه: بهترین زمان محسوب نمی‌شود.

## نقدها
| گردآورنده  | امتیاز                                                                   |
| ---------- | ------------------------------------------------------------------------ |
| گیم‌رنکینگز | PS2: 80.0% (47 reviews) GCN: 78.8% (36 reviews) Xbox: 78.8% (59 reviews) |
| متاکریتیک  | Xbox: 78% (46 reviews) PS2: 77% (39 reviews) GCN: 76% (28 reviews)       |

| ناشر     | امتیاز                  |
| -------- | ----------------------- |
| گیم‌اسپات | 7.0 / 10                |
| گیم‌اسپای | [ ۱۰ ]                  |
| آی‌جی‌ان   | 8.0 / 10 Xbox: 8.5 / 10 |
| ایکس پلی | [ ۱۴ ]                  |